# Gémima Mabwa Manzanza
Gémima Mabwa Manzanza, née le 27 juillet 2002, est une joueuse congolaise (RDC) de basket-ball.

## Carrière
Gémima Mabwa Manzanza commence à pratiquer le basket-ball dans les années 2000 alors qu'elle accompagne son amie basketteuse lors de ses entraînements. Elle rejoint un club en 2013 puis, après le déménagement de sa famille de Ngaba à Kingasani, joue pour le BC Saint-Hilaire pendant deux ansen deuxième division. Elle évolue ensuite trois ans au BC Renaissance de Kolwezi avant de rejoindre le BC Mazembe à Lubumbashi.
Elle fait partie de la sélection nationale participant aux Jeux de la Francophonie de 2023 à Kinshasa, où les Congolaises terminent à la cinquième place.
Elle remporte la médaille de bronze du tournoi féminin de basket-ball à trois aux Jeux africains de 2023 à Accra avec Noémie Thérèse Ayenga, Grace Mputu Basiki et Divine Pembe Iyomi.

## Palmarès
- Médaille de bronze en 3x3 aux Jeux africains de 2023